# Средно Егри
Средњи Егри (мкд. Средно Егри) су насеље у Северној Македонији, у јужном делу државе. Средњи Егри припадају општини Битољ.

## Географија
Насеље Средњи Егри је смештено у крајње јужном делу Северне Македоније, близу државне границе са Грчком (5 km јужно од насеља). Од најближег већег града, Битоља, насеље је удаљено 20 km југоисточно.
Средњи Егри се налазе у јужном делу Пелагоније, највеће висоравни Северне Македоније. Насељски атар је равничарски, док се даље, ка западу, издиже планина Баба. Источно од села тече Црна Река. Надморска висина насеља је приближно 580 метара.
Клима у насељу је умереноконтинентална.

## Становништво
Средњи Егри су према последњем попису из 2021. године имали 219 становника.
| Национални састав према попису из 2021.‍ | Национални састав према попису из 2021.‍ | Национални састав према попису из 2021.‍ | Национални састав према попису из 2021.‍ | Национални састав према попису из 2021.‍ |
| --------------------------------------- | --------------------------------------- | --------------------------------------- | --------------------------------------- | --------------------------------------- |
|                                         |                                         |                                         |                                         |                                         |
| Македонци                               | Македонци                               |                                         | 209                                     | 95,4%                                   |

Већинска вероисповест је православље.